# Breg (gmina Mežica)
Breg – wieś w Słowenii, w gminie Mežica. W 2018 roku liczyła 70 mieszkańców.